# 程知節

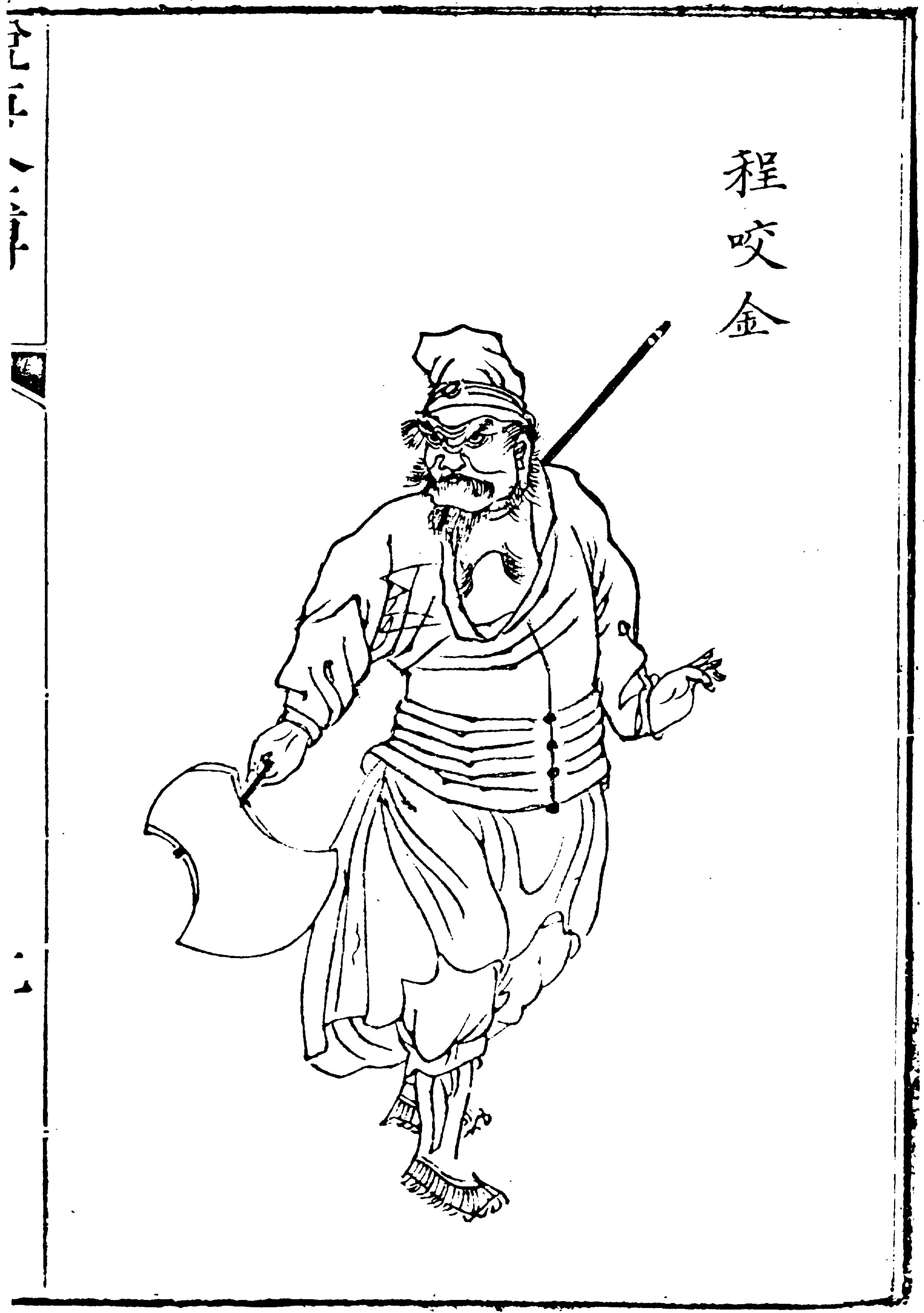
程知節

程 知節（てい ちせつ、開皇9年（589年） - 麟徳2年2月7日（665年2月26日））は、中国の唐の軍人。もとの名は咬金。本貫は済州東阿県。唐の凌煙閣二十四功臣のひとりに挙げられた。

## 経歴
瀛州刺史の程婁の子として生まれた。隋の大業末年、人々を集めて郷里の防衛と治安維持にあたった。のちに李密に従った。ときに李密は軍中の勇士八千を四驃騎に属させ、左右に分けて自衛にあたらせ、「内軍」と号した。李密は「この八千は百万の兵に匹敵する」と常々自負していた。知節は驃騎のひとつを領して、李密の恩遇も特に厚かった。王世充と李密が戦ったとき、知節は北邙山にあって内騎営を受け持ち、単雄信は偃師にあって外騎営を受け持った。王世充が単雄信を襲撃すると、李密は知節と裴行儼（裴仁基の子）を派遣して単雄信を救援した。裴行儼が流れ矢に当たって落馬すると、知節はこれを救い、裴行儼を馬上に抱えて馳せもどった。のちに李密が敗れると、知節は王世充に捕らえられた。王世充の性格を嫌って、秦叔宝とともに唐に帰順し、秦王府左三統軍に任ぜられた。宋金剛・竇建徳・王世充との戦いに従軍して、左一馬軍総管を兼領し、先陣を切ったことも幾度かあった。功績により宿国公に封ぜられた。
武徳7年（624年）、李建成による讒言を受けて、西康州刺史に左遷された。しかし知節は「大王の側近が去っては、身の安全をはかろうとしてもできましょうか？知節は死んでも、去りませんぞ」と李世民に言って赴任しなかった。武徳9年（626年）、玄武門の変ののち、太子右衛率に任ぜられた。まもなく右武衛大将軍に転じ、実封七百戸を受けた。貞観初年、瀘戎栄三州諸軍事・瀘州刺史となり、行軍総管となって鉄山獠の乱を平定した。左領軍大将軍・原州都督を歴任した。貞観11年（637年）、普州刺史となり、盧国公に改封された。幽州刺史・左屯衛大将軍などをつとめた。永徽年間、左衛大将軍・検校屯衛兵馬に転じた。
顕慶2年（657年）、葱山道行軍大総管に任ぜられ、西突厥の阿史那賀魯（沙鉢羅可汗）を討った。唐軍が怛篤城にいたると、胡人数千が降ってきたが、知節はその城ごと虐殺して去ったという。阿史那賀魯は遠く逃げ去った。軍が帰還すると、罪に連座して免職された。岐州刺史として再起用されたが、まもなく致仕した。
麟徳2年（665年）2月に長安の懐徳里の邸で病死した。享年は77。驃騎大将軍・益州大都督の位を追贈され、襄と諡され、昭陵に陪葬された。
夫人は清河崔氏で、顕慶3年（658年）に亡くなり、知節とともに合葬された。
子に程処黙・程処亮・程処弼があった。程処黙が盧国公を継いだ。程処亮は太宗の娘の清河公主の降嫁を受けて、駙馬都尉・左衛中郎将となった。程処弼は右金吾将軍となった。

## 伝記資料
- 『旧唐書』巻68 列伝第18「程知節伝」
- 『新唐書』巻90 列伝第15「程知節伝」
- 大唐故驃騎大将軍盧国公程使君墓誌